# Aragyugh
Aragyugh (in armeno Արագյուղ?) è un comune dell'Armenia di 1 313 abitanti (2009) della provincia di Kotayk'.